# 古帆翼龍屬
古帆翼龍屬（屬名：Archaeoistiodactylus）是翼龍目帆翼龍科的一屬，生存於侏儸紀中期的中國。
化石是一個部分頭顱骨與下頜、不完整的身體骨骼，發現於中國遼寧省的髫髻山組。在2010年，呂君昌、富察曉蕙將這個化石正式敘述、命名。模式種是玲瓏塔古帆翼龍（A. linglongtaensis），屬名意為「古老的帆翼龍」，種名則是以化石發現處的玲瓏塔鎮為名。呂君昌等人將古帆翼龍歸類於Breviquartossa演化支，並認為牠們的最近親是帆翼龍科。呂君昌等人認為古帆翼龍比白堊紀的帆翼龍科還要原始，因此古帆翼龍可能是帆翼龍科的直系祖先，而不屬於帆翼龍科。在2012年，大衛·馬提爾（David M. Martill）、Steve Etches等人提出古帆翼龍的正模標本，可能是達爾文翼龍的一個保存較差化石。